# Saviours
Saviors — американський хеві-метал гурт, заснований в Окленді, штат Каліфорнія, у 2004 році. Відтоді вони випустили п'ять альбомів і два міні-альбоми.

## Учасники гурту

### Поточні
- Остін Барбер (Austin Barber) — вокал, соло-гітара та ритм-гітара
- Сонні Крістофер Рейнхардт (Sonny Christopher Reinhardt) — соло-гітара та ритм-гітара
- Енді Андерсон (Andy Anderson) — бас
- Скотт Батист (Scott Batiste) — ударні

### Колишні
- Сайрус Коміскі (Cyrus Comiskey) — бас (гурти Black Fork, Drunk Horse)
- Дін Тайлер Морріс (Dean Tyler Morris) він же Боллс Ларсон (aka Balls Larson) — соло-гітара та ритм-гітара
- Мег Делана (Mag Delana) — соло-гітара та ритм-гітара (гурти Yaphet Kotto, Bread and Circuits)
- Карсон Бінкс (Carson Binks) — бас

## Дискографія

### Мініальбом
- Warship (2005) ( Level Plane Records )
- Cavern of Mind (2007) ( Kemado Records )

### Студійні альбоми
- Crucifire (2006) (Level Plane Records)
- Into Abaddon (2008) (Kemado Records)
- Accelerated Living (2009) (Kemado Records)
- Death's Procession (2011) (Kemado Records)
- Palace of Vision (2015) (Listenable Records)

### Сингли
- 2008: "Narcotic Sea" (Kemado Records)

### Збірники
- Metal Swim — Adult Swim compilation album (2010)